# Carte archéologique de la Gaule
La Carte archéologique de la Gaule (CAG), Pré-inventaire archéologique, est une collection archéologique française dirigée par Michel Provost, sous l'égide de l'Académie des inscriptions et belles-lettres.
L'objectif de cette collection est d'établir un pré-inventaire systématique des données archéologiques, classé par commune, lieu-dit et département. Les cinq premiers volumes furent consacrés aux départements du Val de Loire, à la suite de la thèse d'État de Michel Provost et publiés en 1988. À la date du 1er septembre 2022, la CAG constitue une collection complète : elle comporte 138 volumes, couvrant les 95 départements français et leurs 36 000 communes, auxquels s'ajoutent 7 volumes entièrement refondus.
La CAG a reçu en novembre 2000 le Grand Prix de la Fondation prince Louis de Polignac,.
En 2025, un partenariat entre la Bibliothèque Nationale de France et l'Académie des Inscriptions et Belles-Lettres permet la numérisation et la mise en ligne des volumes sur la plate-forme Gallica.

## Liste des volumes
- CAG 01 – Ain, avec A. Buisson, 2017, 400 p., 290 fig.  (ISBN 2-87754-363-3) (refonte de 1990, 192 p., 79 fig.,  (ISBN 2-87754-010-3).
- CAG 02 – Aisne, avec Blaise Pichon, 2002, 598 p., 698 fig.,  (ISBN 2-87754-081-2).
- CAG 03 – Allier, avec J. Corrocher, M. Piboule, M. Hilaire, 1989, 216 p., 65 fig.,  (ISBN 2-87754-009-X).
- CAG 04 – Alpes-de-Haute-Provence, G. Bérard, M. Provost, 2019 (544 p., 517 ill.,  (ISBN 2-87754-390-0) (refonte par M. Provost de G. Bérard, 1997, 567 p., 496 fig.,  (ISBN 2-87754-054-5).
- CAG 05 – Hautes-Alpes, dirigée par Fl. Mocci, 2022, 384 p,  (ISBN 978-2-87754-691-1) (refonte d’I. Ganet, 1995, 188 p., 107 fig.,  (ISBN 2-87754-036-7).
- CAG 06 – Alpes-Maritimes, avec L. Lautier, M.-P. Rothé, 2010, 832 p., 990, fig.  (ISBN 2-87754-252-1).
- CAG 07 – Ardèche, avec J. Dupraz, Ch. Fraysse, 2001, 496 p., 597 fig.,  (ISBN 2-87754-069-3).
- CAG 08 – Ardennes, avec D. Nicolas (R. et M. Chossenot, B. Lambot), 2011, 512 p., 696 fig.,  (ISBN 2-87754-275-0).
- CAG 09 – Ariège, avec J.-M. Escudé-Quillet, C. Maissant, 1996, 211 p., 173 fig.,  (ISBN 2-87754-050-2).
- CAG 10 – Aube, avec L. Denajar, 2005, 704 p, 528 ill., 920 fig, pl ;  (ISBN 2-87754-093-6).
- CAG 11/1 – Narbonne, avec E. Dellong, 2002, 700 p., 1044 ill.  (ISBN 2-87754-079-0).
- CAG 11/2 – Aude, avec P. Ournac, M. Passelac, G. Rancoule, 2009, 572 p., 469 ill.,  (ISBN 2-87754-233-5)
- CAG 12 – Aveyron, avec Ph. Gruat, G. Malige, M. Vidal, l’ASPAA, 2011, 695 p., 658 fig.,  (ISBN 2-87754-273-4).
- CAG 13/1 – Etang de Berre, avec F. Gateau, 1996, 380 p., 246 fig.,  (ISBN 2-87754-041-3).
- CAG 13/2 – Les Alpilles et la Montagnette, avec F. Gateau, O. Colas, M. Provost, 1999, 464 p., 407 fig.,  (ISBN 2-87754-059-6).
- CAG 13/3 – Marseille et ses alentours, avec M.-P. Rothé, H. Tréziny, 2005, 925 p., 1301 fig.,  (ISBN 2-87754-095-2).
- CAG 13/4 – Aix-en-Provence, Pays d’Aix, Val de Durance, dirigé par Fl. Mocci, N. Nin, 2006, 781 p., 1000 ill, carte.  (ISBN 2-87754-098-7).
- CAG 13/5 – Arles, Crau, Camargue, avec M.-P. Rothé, M. Heijmans, 2008, 906 p., 1331 ill.,  (ISBN 2-87754-204-1).
- CAG 14 – Calvados, avec F. Delacampagne, 1990, 166 p., 90 fig.,  (ISBN 2-87754-011-1).
- CAG 15 – Cantal, M. Provost, P. Vallat, 1996, 217 p., 174 fig.,  (ISBN 2-87754-043-X).
- CAG 16 – Charente, avec Chr. Vernou, 1993, 254 p., 138 fig. (ISBN 2-87754-026-X).
- CAG 17/1 – Charente-Maritime, avec L. Maurin, 1999, 363 p., 332 fig.,  (ISBN 2-87754-061-8).
- CAG 17/2 – Saintes, avec L. Maurin, 2007, 439 p., 502 fig.  (ISBN 978-2-87754-190-9).
- CAG 18 – Cher, avec J.-Fr. Chevrot, J. Troadec, 1992, 370 p., 250 fig., 15 pl.  (ISBN 2-87754-016-2).
- CAG 19 – Corrèze, avec G. Lintz, 1992, 224 p., 96 fig.,  (ISBN 2-87754-017-0).
- CAG 2A-2B – Corse, avec Fr. Michel, D. Pasqualaggi, 2013, 315 p., 525 ill.,  (ISBN 9782877543156).
- CAG 21/1 – Côte d’Or, Alésia, M. Provost, 2009, 558 p., 640 fig.,  (ISBN 978-2-87754-227-2)
- CAG 21/2 – Côte d’Or, d’Allerey à Normier, M. Provost et alii, 2009, 651 p., 763 fig.,  (ISBN 2-87754-228-9).
- CAG 21/3 – Côte d’Or, de Nuits-Saint-Georges à Voulaines, M. Provost et alii, 2009, 464 p., 554 fig., pl.,  (ISBN 978-2-87754-229-6).
- CAG 22 – Côtes d'Armor, avec C. Bizien, P. Galliou, H. Kerébel, 2003, 406 p., 332 fig, atlas,  (ISBN 2-87754-080-4).
- CAG 23 – Creuse, avec D. Dussot, 1989, 205 p.,  (ISBN 2-87754-005-7).
- CAG 24 – Dordogne, avec H. Gaillard, 1997, 299 p., 169 fig.,  (ISBN 2-87754-051-0).
- CAG 24/2 – Périgueux, avec Cl. Girardy (et E. Saliège, H. Gaillard), 2013, 310 p., 397 fig, plan,  (ISBN 9782877543019).
- CAG 25 et 90 – Doubs et Belfort, avec L. Joan, 2003, 561 p., 576 fig.,  (ISBN 2-87754-082-0).
- CAG 26 – Drôme, avec J. Planchon, M. Bois, P. Conjard-Réthoré, 2010, 73 p, 1073 ill.,  (ISBN 978-2-87754-246-3).
- CAG 27 – Eure, M. Provost et Archéo 27, 2019, 832 p., 1296 ill.,  (ISBN 978-2-87754-018-6) (refonte de M. Provost dir. avec D. Cliquet, 1993, 285 p., 128 pl.,  (ISBN 2-87754-018-9)).
- CAG 28 – Eure-et-Loir, avec A. Ollagnier, D. Joly, 1994, 370 p., 435 ill.,  (ISBN 2-87754-032-4).
- CAG 29 – Finistère, avec  P. Galliou, 2010, 495 p., 476 ill.,  (ISBN 2-87754-251-3), (refonte de P. Galliou, 1989, 227 p., 78 ill.)
- CAG 30/1 – Nîmes, avec J.-L. Fiches, A. Veyrac, 1996, 633 p., 388 fig., 32 pl., 1 dépliant,  (ISBN 2-87754-047-2).
- CAG 30/2 – Gard, M. Provost, 1999, 399 p., 427 ill.,  (ISBN 2-87754-065-0).
- CAG 30/3 – Gard, M. Provost, 1999, 466 p., 512 fig.,  (ISBN 2-87754-066-9).
- CAG 31/1 – Haute-Garonne avec J. Massendari, 2006, 399 p., 215 ill.,  (ISBN 2-87754-188-6).
- CAG 31/2 – Le Comminges avec R. Sablayrolles, A. Beyrie, 2006, 515 p., 620 ill.,  (ISBN 2-87754-101-0).
- CAG 31/3 – Toulouse, M. Provost, J.-M. Pailler, 2017, 406 p., 410 ill.,  (ISBN 2-87754-356-0).
- CAG 32 – Gers, avec J. Lapart, C. Petit, 1993, 354 p., 138 fig., 2 pl.,  (ISBN 2-87754-019-7).
- CAG 33/1 – Gironde, avec H. Sion, 1994, 360 p., 223 fig.,  (ISBN 2-87754-028-6).
- CAG 33/2 – Bordeaux, avec C. Doulan, X. Charpentier, 2013, 387 p., 456 ill.,  (ISBN 9782877543026).
- CAG 34/1 – Lodévois, avec L. Schneider, D. Garcia, 1998, 332 p., 257 fig.  (ISBN 2-87754-057-X).
- CAG 34/2 – Agde et l'Etang de Thau, avec M. Lugand, I. Bermond, 2001, 448 p., 619 fig.,  (ISBN 978-2-87754-071-1).
- CAG 34/3 – Montpelliérais, avec J. Vial, 2003, 480 p., 411 ill.,  (ISBN 2-87754-083-9).
- CAG 34/4 – Béziers, avec D. Ugolini, Chr. Olive, et E. Gomez, 2012, 405 p., 555 ill, atlas,  (ISBN 9782877542852).
- CAG 34/5 – Le Biterrois, avec D. Ugolini, Chr. Olive, 2013, 635 p., 952 ill.,  (ISBN 2-87754-314-5).
- CAG 35 – Ille-et-Vilaine, avec G. Leroux, A. Provost, 1990, 304 p., 556 fig.,  (ISBN 2-87754-013-8).
- CAG 36 – Indre, M. Provost, G. Coulon, J. Holmgren, 1992, 240 p., 194 fig.,  (ISBN 2-87754-014-6).
- CAG 37 – Indre-et-Loire, M. Provost, 1988, 141 p., 41 fig.,  (ISBN 2-87754-002-2).
- CAG 37/2 – Tours, Anne-Marie Jouquand, Élisabeth Lorans, Jacques Seigne, 2024, 160 p.  (ISBN 978-2-87754-703-1).
- CAG 38/1 – Isère, avec A. Pelletier, 1994, 192 p., 128 fig.,  (ISBN 2-87754-034-0).
- CAG 38/2 – Isère, Tour-du-Pin, 2011, avec Fr. Bertrandy, St. Bleu, J.-P. Jospin, R. Royet, 387 p., 352 ill.,  (ISBN 2-87754-264-5).
- CAG 38/3 – Vienne, F. Adjadj, R. Lauxerois (et B. Helly), 2013, 555 p, 561 p.,  (ISBN 2-87754-316-1).
- CAG 38/4 – Isère, Grenoble, avec François Bertrandy, Jean-Pascal Jospin, Denis Gonin, Jean-Pierre Moyne, Guillaume Varennes, 2017, 397 pages, 355 fig.,  (ISBN 978-2-87754-355-2).
- CAG 39 – Jura, avec M.-P. Rothé, 2001, 840 p., 554 fig.,  (ISBN 2-87754-072-3).
- CAG 40 – Landes, avec B. Boyrie-Fénié, 1994, 192 p., 114 fig.  (ISBN 2-87754-033-2).
- CAG 41 – Loir-et-Cher, M. Provost, 1988, 159 p., 33 fig.,  (ISBN 2-87754-003-0).
- CAG 42 – Loire, avec M.-O. Lavendhomme, 1997, 305 p., 172 fig.,  (ISBN 2-87754-053-7).
- CAG 43 – Haute-Loire, M. Provost, B. Rémy, M.-Chr. Pin-Carré, 1994, 192 p., 54 fig.,  (ISBN 2-87754-029-4).
- CAG 44 – Loire-Atlantique, M. Provost, 1988, 177 p., 33 fig.,  (ISBN 2-87754-001-4).
- CAG 45 – Loiret, M. Provost, 1988, 249 p.,  (ISBN 2-87754-004-9).
- CAG 46 – Lot, avec A. Filippini (et J.-P. Girault, J.-M. Paillet, D. Rigal), 2010, 263 p., 197 ill.,  (ISBN 978-2-87754-253-1) (refonte de M. Labrousse, G. Mercadier, 1990, 155 p, 65 ill.,  (ISBN 978-2-87754-012-4)).
- CAG 47 – Lot-et-Garonne, avec B. Fages, 1995, 365 p., 230 fig.,  (ISBN 2-87754-037-5).
- CAG 48 – Lozère, avec A. Trintignac, 2012, 531 p., 628 ill.,  (ISBN 2-87754-277-7) (refonte de D. Fabrié, 1989, 144 p., 70 fig.,  (ISBN 2-87754-007-3)).
- CAG 49 – Maine-et-Loire, M. Provost, 1988, 174 p., 26 fig.,  (ISBN 2-87754-000-6).
- CAG 50 – Manche, avec J. Pilet-Lemière, D. Levalet, 1989, 136 p., 60 fig.,  (ISBN 2-87754-008-1).
- CAG 51/1 – Marne, avec R. Chossenot, 2004, 848 p., 710 ill.  (ISBN 2-87754-090-1).
- CAG 51/2 – Reims, avec R. Chossenot, A. Estéban, R. Neiss, 2010, 480 p., 775, plan,  (ISBN 2-87754-243-2).
- CAG 52/1 – Haute-Marne, avec J.-J. Thévenard, 1996, 372 p., 300 fig.  (ISBN 2-87754-049-9).
- CAG 52/2 – Langres, avec M. Joly, 2001, 188 p., 189 fig.,  (ISBN 2-87754-049-9).
- CAG 53 – Mayenne, avec J. Naveau, 1992, 176 p., 339 fig.,  (ISBN 2-87754-015-4).
- CAG 54 – Meurthe-et-Moselle, avec G. Hamm, 2004, 468 p., 400 ill.  (ISBN 2-87754-091-X).
- CAG 55 – Meuse, avec F. Mourot, 2001, 655 p., 503 fig.,  (ISBN 2-87754-074-X)
- CAG 56 – Morbihan, avec P. Galliou, 2009, 445 p., 436 ill.,  (ISBN 978-2-87754-238-8).
- CAG 57/1 – Moselle, avec P. Flotté, M. Fuchs, 2004, 896 p., 516 ill.,  (ISBN 2-87754-087-1).
- CAG 57/2 – Metz : P. Flotté, 2005, 368 p., 314 fig.  (ISBN 2-87754-094-4).
- CAG 58 – Nièvre, avec H. Bigeard, A. Bouthier, 1996, 300 p., 218 fig.  (ISBN 2-87754-045-6).
- CAG 59 – Nord, avec R. Delmaire, 1996, 492 p., 175 fig.,  (ISBN 2-87754-048-0).
- CAG 59/2 – Nord, Bavai, avec R. Delmaire, 2011, 392 p., 129 fig.,  (ISBN 978-2-87754-274-6).
- CAG 60 – Oise, avec G.-P. Woimant, 1995, 570 p., 416 ill.,  (ISBN 2-87754-039-1).
- CAG 61 – L'Orne, avec Ph. Bernouis, 1999, 249 p., 180 fig.,  (ISBN 2-87754-060-X).
- CAG 62/1 – Pas-de-Calais, avec R. Delmaire, 1994,  (ISBN 2-87754-021-9).
- CAG  62/2 – Pas-de-Calais, avec R. Delmaire, 1994, 603 p. (ISBN 2-87754-023-5).
- CAG 63/1 – Clermont-Ferrand, M. Provost, Chr. Jouannet, 1994, 290 p., 117 fig.,  (ISBN 2-87754-030-8).
- CAG 63/2 – Puy-de-Dôme, M. Provost, Chr. Jouannet, 1994, 374 p., 158 fig.,  (ISBN 2-87754-031-6).
- CAG 64 – Pyrénées-Atlantiques, avec G. Fabre, avec A. Lussault, 1994, 232 p., 104 fig.,  (ISBN 2-87754-027-8).
- CAG 65 – Hautes-Pyrénées, avec A. Lussault, 1997, 304 p., 227 fig.,  (ISBN 2-87754-052-9).
- CAG 66 – Pyrénées-Orientales, avec J. Ktarba, G. Castellvi, Fl. Mazière, 2007, 712 p., 745 ill, 8 cartes,  (ISBN 978-2-87754-200-5).
- CAG 67/1 – Bas-Rhin, avec P. Flotté, M. Fuchs, 2000, 735 p., 587 ill.,  (ISBN 2-87754-067-7).
- CAG 67/2 – Strasbourg, avec J. Baudoux, P. Flotté, M. Fuchs, M.-D. Waton, 2002, 586 p., 588 ill.,  (ISBN 2-87754-067-7).
- CAG 68 – Haut-Rhin, avec M. Zehner, 1998, 375 p., 234 fig.  (ISBN 2-87754-058-8).
- CAG 69/1 – Le Rhône : O. Faure-Brac, 2006, 484 p., 528 fig.  (ISBN 2-87754-096-0).
- CAG 69/2 – Lyon : A.-C. Le Mer, Cl. Chomer, 2007, 883 p., 887 fig.  (ISBN 2-87754-099-5).
- CAG 70 – Haute-Saône, avec O. Faure-Brac, 2002, 484 p., 528 fig.,  (ISBN 2-87754-077-4).
- CAG 71/1 – Autun, avec A. Rebourg, 1993, 238 p., 165 fig.,  (ISBN 2-87754-025-1).
- CAG 71/2 – Autun, avec le CEAA, Architecture et Archéologie, 1993, 81 p., 12 pl.,  (ISBN 2-87754-022-7).
- CAG 71/3 – Saône-et-Loire, avec A. Rebourg, 1994,  (ISBN 2-87754-024-3).
- CAG 71/4 – Saône-et-Loire, avec A. Rebourg, 1994, 2e vol., 552 p., fig.,  (ISBN 2-87754-040-5).
- CAG 72 – Sarthe, avec J.-Ph. Bouvet et St. Deschamps, 2001, 519 p., 480 fig.  (ISBN 2-87754-073-1).
- CAG 73 – Savoie, avec B. Rémy, Fr. Ballet, E. Ferber, 1996, 247 p., 141 fig.  (ISBN 2-87754-046-4).
- CAG 74 – Haute-Savoie, avec Fr. Bertrandy, M. Chevrier, J. Serralongue, 1999, 412 p., 384 fig.,  (ISBN 2-87754-062-6).
- CAG 75 – Paris, avec D. Busson, 1998, 609 p., 398 fig.,  (ISBN 2-87754-056-1).
- CAG 76/1 – Seine-Maritime , avec I. Rogeret, 1998, 662 p., 556 fig.,  (ISBN 2-87754-055-3).
- CAG 76/2 – Rouen, avec M.-Cl. Lequoy, B. Guillot, 2004, 320 p, 322 ill.  (ISBN 2-87754-089-8).
- CAG 77/1 – Seine-et-Marne, avec J.-N. Griffisch, D. Magnan, D. Mordant, 2008, 707 p., 768 ill,  (ISBN 978-2-87754-210-4).
- CAG 77/2 – Seine-et-Marne, avec J.-N. Griffisch, D. Magnan, D. Mordant, 2008, 707 p. (p. 713-1287) ; 1321 ill.,  (ISBN 978-2-87754-211-1).
- CAG 78 – Yvelines, avec Y. Barat, 2007, 429 p., 604 ill..  (ISBN 978-2-87754-189-3).
- CAG 79 – Deux-Sèvres, avec J. Hiernard, D. Simon-Hiernard, 1996, 400 p., 269 p.,  (ISBN 2-87754-044-8).
- CAG 80/1 – Amiens, avec Bl. Pichon, 2009, 286 p., 414 ill.  (ISBN 2-87754-231-9)
- CAG 80/2 – Somme, avec T. Ben Redjeb, 2013, 840 p., 1268 ill.,  (ISBN 978-2-87754-294-4)
- CAG 81 – Tarn, avec le Comité Départemental du Tarn, 1995, 298 p., 173 fig.  (ISBN 2-87754-038-3).
- CAG 82 – Tarn-et-Garonne, avec H. Mavéraud-Tardiveau, 2007, 226 p., 234 ill.,  (ISBN 2-87754-196-7)
- CAG 83/1 – Var, avec J.-P. Brun, 1999, 488 p., 530 fig.,  (ISBN 2-87754-063-4).
- CAG 83/2 – Var, avec J.-P. Brun, 1999, 496 p., 597 fig.,  (ISBN 2-87754-064-2).
- CAG 83/3 – Fréjus, avec Ch. Gébara (et P. Digelmann, Y. Lemoine), 2012, 513 p., 754 ill, carte,  (ISBN 978-2-87754-287-6).
- CAG 84/1 - Vaison-la-Romaine, M. Provost, J.-Cl. Meffre, 2003, 553 p., 789 ill, atlas,  (ISBN 2-87754-084-7).
- CAG 84/2 – Luberon et Pays d’Apt, avec L. Tallah, 2004, 420 p., 450  ill.,  (ISBN 2-87754-085-5).
- CAG 84/3 – Orange et sa région, avec A. Roumégous, 2009, 371 p., 306 ill.,  (ISBN 978-2-87754-232-6).
- CAG 84/4 – Avignon, Carpentras, Cavaillon, 2013 (2015), 473 p., 375 ill.,  (ISBN 978-2-87754-334-7).
- CAG 85 – Vendée, M. Provost et J. Hiernard, 1996, 246 p., 173 fig.,  (ISBN 2-87754-042-1).
- CAG 86/1 – Vienne, M. Provost, 2021, 490 p., 480 ill.,  (ISBN 978-2-87754-675-1)
- CAG 86/2 – Vienne, M. Provost, 2021, p. 491-927, iII. 481-1097,  (ISBN 978-2-87754-676-8).
- CAG 86/3 – Poitiers, M. Provost, 2022, 439 p., 360 ill. avec SIG,  (ISBN 978-2-87754-686-7).
- CAG 87 – Haute-Vienne, avec J. Perrier, 1993, 224 p., 129 pl.,  (ISBN 2-87754-020-0).
- CAG 88 – Vosges, avec M. Michtler, 2004,  425 p., 453 ill.,  (ISBN 2-87754-088-X).
- CAG 88/2 – Grand, M. Provost, mai 2022, 126 p., 125 ill.,  (ISBN 2-87754-687-X).
- CAG 89/1 – Yonne, avec J.-P. Delor, 2002, 480 p., 665 fig.,  (ISBN 2-87754-075-8).
- CAG 89/2 – Yonne, avec J.-P. Delor, 2002, p., 481 à 884, fig. 666 à 1282 ;  (ISBN 2-87754-076-6).
- CAG 90 – cf. ci-dessus CAG 25
- CAG 91 – Essonne, avec F. Naudet, juillet 2004, 320  p., 157 fig.,  (ISBN 2-87754-086-3).
- CAG 92 – Hauts-de-Seine : Fr. Abert, 2005 91 p., 53 fig.  (ISBN 2-87754-092-8).
- CAG 93 – Seine-Saint-Denis, avec Cl. Héron dir., 2018, 381 p., 549 ill,  (ISBN 2-87754-366-8).
- CAG 94 – Val-de-Marne, avec F. Naudet, L.D.A., 2001, 168 p., 137 fig.  (ISBN 2-87754-070-7).
- CAG 95 – Val d’Oise : M. Wabon, Fr. Abert, D. Vermeersch, 2006, 495 pages, 497 ill.  (ISBN 2-87754-097-9).